# Jacowlany
Jacowlany – wieś w Polsce położona w województwie podlaskim, w powiecie sokólskim, w gminie Sidra.
Wieś królewska ekonomii grodzieńskiej położona była w końcu XVIII wieku  w powiecie grodzieńskim województwa trockiego. W latach 1975–1998 miejscowość administracyjnie należała do województwa białostockiego.
We wsi znajdują się: Szkoła Podstawowa im. kpt. Józefa Kłopotowskiego, oraz remiza OSP Jacowlany.
Wierni kościoła rzymskokatolickiego należą do parafii Przemienienia Pańskiego w Sokolanach.